# Vlk indický
Vlk indický (Canis lupus pallipes) je psovitá šelma, klasifikovaná jako poddruh vlka obecného (Canis lupus). Nedávná genetická studie však ukazuje, že vlk indický představuje samostatný druh vlka.

## Úvod
V Indii se nachází dvě izolované populace vlků. Menší skupina vlků žije v oblasti Himálají. Větší skupina žije níže na Indickém poloostrově. Jde o tyto vlky:
- vlk himálajský (mongolský) (Canis lupus chanco),
- vlk indický (Canis lupus pallipes).

Jak vlk himálajský, tak i vlk indický jsou ohroženými druhy podle indických zákonů. Analýzou DNA bylo zjištěno, že vlk himálajský se geneticky liší od vlka indického, stejně jako od všech ostatních vlků světa, včetně vlka himálajského z Číny. Vysoký stupeň genetické diferenciace vlka himálajského od vlka indického, a také těchto dvou od jiných vlků, vede k závěru, že jde o samostatné druhy vlků Canis himalayaensis a Canis indica.

## Popis vlka indického
- Délka těla: cca 90 cm
- Délka ocasu: 40–46 cm
- Výška v kohoutku: cca 66 cm
- Hmotnost: 14–32 kg

Srst je žlutohnědá nebo špinavě červeno-bílá, některé chlupy jsou na koncích černé, což dává prošedivělý vzhled. Na obličeji a na končetinách je srst načervenalá. Spodní část trupu a vnitřní část končetin jsou světlejší. Ocas je huňatý a chlupy jsou na konci ocasu černé. Ve skutečnosti se zabarvení vlků velmi liší.
Vlk indický má v zimě delší srst, ale nikdy není tak dlouhá, jako u vlka himálajského. Na zádech jsou chlupy 50–85 mm dlouhé, na bocích jsou 35 až 65 mm dlouhé. Indický vlk má malou nebo žádnou podsadu, proto může dobře odolávat teplu. V létě má krátkou, řídkou srst, ale na zádech zůstávají dlouhé chlupy. Pravděpodobně jde o ochranu před slunečním zářením. Ve srovnání s vlkem obecným je menší. Hmotnost závisí na pohlaví a lokalitě, kde žije. Velikost se mění pravděpodobně v souvislosti s množstvím potravy, která je k dispozici v dané oblasti. Zvláštností tohoto vlka je, že štěká a jen málokdy vyje.

## Výskyt a ochrana

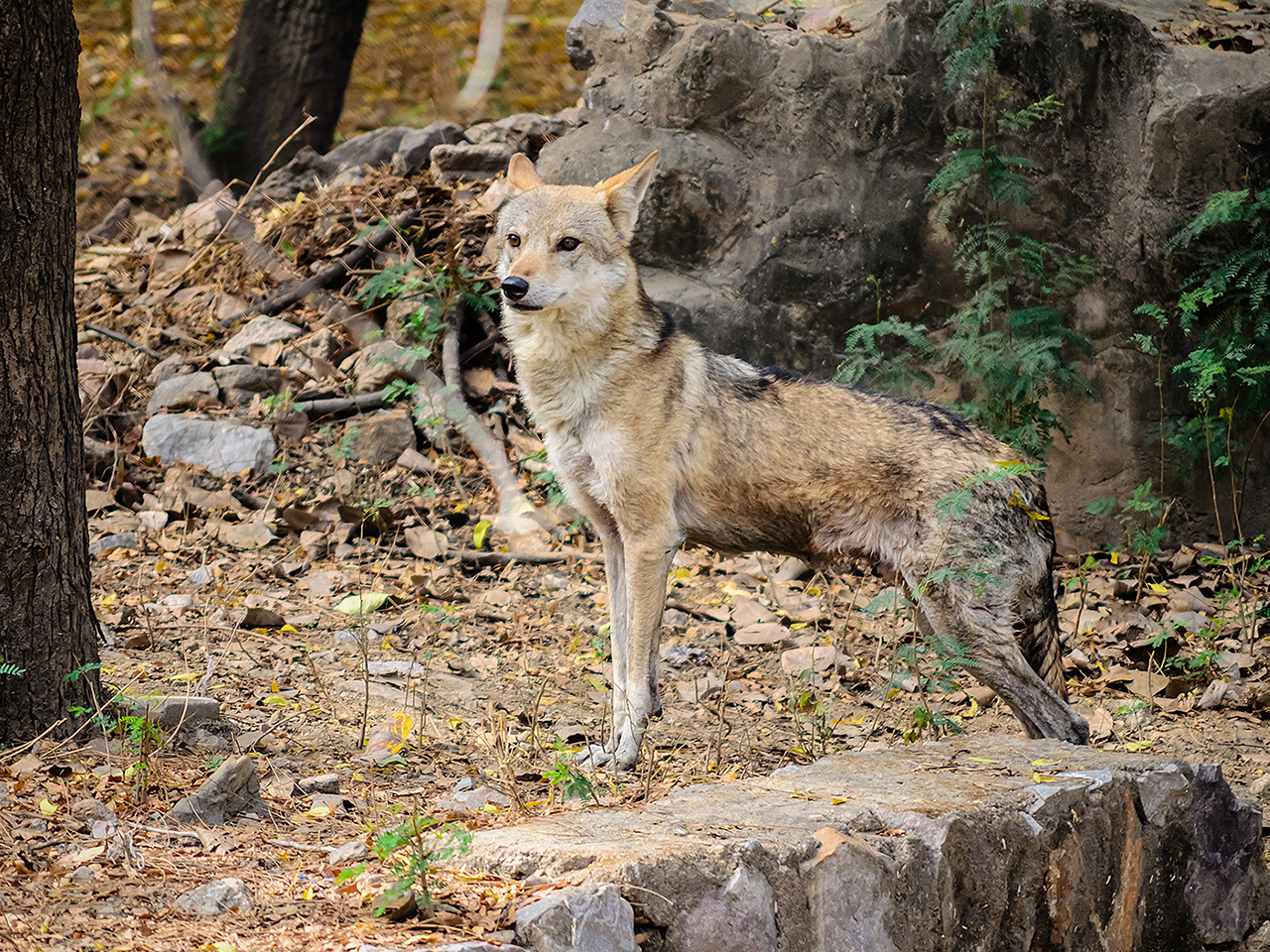
Vlk v zoo v Dillí

V některých zemích je populace vlka indického stabilní nebo se mírně zvětšuje. V jiných zemích je naopak ohrožen.
- Izrael má stabilní populaci. Jde přibližně o 150 chráněných vlků, a to jak indických, tak arabských.
- Saúdská Arábie má stabilní populaci. Jde o 300 až 600 vlků, kteří nemají žádnou právní ochranu.
- Turecko má neznámý počet vlků. Jejich počet se jen přibližně odhaduje na více než 1000. Není známo, zda jejich počet roste, či klesá.
- Írán má neznámý počet vlků. V současné době neexistují žádné spolehlivé odhady.[4]
- Sýrie má přetrvávající populaci eurasijských a indických vlků. Jejich počet je pravděpodobně v rozmezí 200 až 300.[5]
- Indie má klesající populaci vlků. Jejich počet je odhadován na 1000 kusů. Pokles stavu je přičítán zejména úbytku přirozené kořisti. Vlk indický byl dlouho předmětem lovu. Nyní je v Indii chráněn jako ohrožený druh.

## Vlk indický a pes domácí

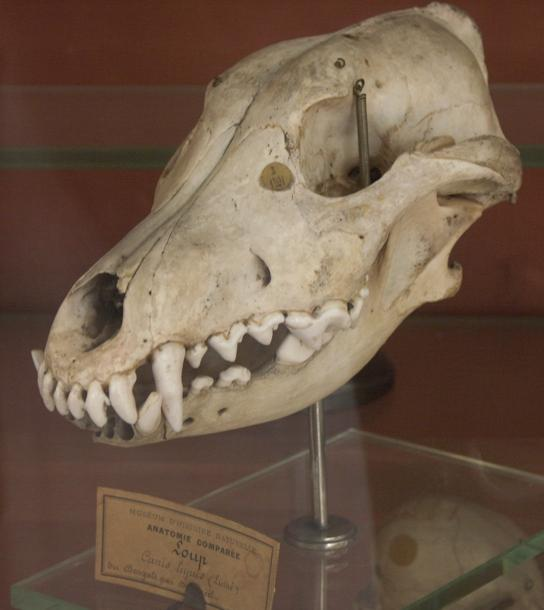
Lebka vlka indického

Někteří odborníci se domnívají, že právě z vlka indického se vyvinul pes domácí. Toto tvrzení se opírá o mnoho společných vlastností vlka indického a psa. Vlk indický má totiž na rozdíl od „severních” vlků:
- menší mozek,
- kratší srst,
- slabší trháky,
- větší a kulatější oči,
- odlišný hlasový projev (krátce, ostře štěká a jen málokdy vyje),
- menší velikost,
- méně agresivní chování v zajetí (jde mnohem snáze zkrotit).

## Útoky na lidi
V Indii, ve státě Uttarpradéš, bylo v roce 1878 zabito vlky 624 lidí. V reakci na to bylo zabito 2600 vlků. Roku 1900 bylo zabito 285 lidí ve střední Indii. V letech 1910–1915 bylo 115 dětí zabito vlky ve státě Bihár a 122 lidí bylo zabito ve stejné oblasti v letech 1980–1986. Ve státě Uttarpradéš vlci zabili 21 dětí a 16 dalších zranili v období od 27. března 1996 do 1. července 1996. Od dubna 1993 do dubna 1995, pět vlčích smeček napadlo 80 dětí v Biháru (20 z nich bylo zachráněno). Děti byly napadány především v létě ve večerních hodinách, často přímo v lidských sídlech. Vlci v Indii téměř neútočí na dospělé, většinou útočí pouze na děti.
Stejně jako v Indii, existují i v Íránu případy, kdy vlci zaútočili na lidi. Biolog Rashid Jamsheed popsal případ, při němž byl zabit jeden policista a částečně sněden třemi vlky. V roce 2005, v severovýchodním Íránu, vlčí smečka napadla před svědky bezdomovce. I když policie zasáhla, muž podlehl svým zraněním. Na počátku listopadu 2008 napadl vlk starší ženu na hřbitově v obci Kashan ve středním Íránu. Ženě se podařilo vlka zadusit.